# 沈孝徹
沈孝徹（?—?），一作沈孝澈，南陈末年隋朝初年括州永嘉县（今浙江省温州市）人。
江南自从东晋以来，刑法宽大，执行不严，世族凌驾于寒门庶族之上。隋朝平陈以后，尚书右仆射苏威撰写了《五教》，令江南百姓不分男女老少熟读，士民抱怨。婺州汪文進、越州高智慧、苏州沈玄侩起兵造反，都自称天子，设置百官。乐安人蔡道人、蒋山人李棱、饶州人吴世华、永嘉人沈孝徹、泉州人王国庆、杭州人杨宝英、交州人李春等都自称大都督，隋文帝命杨素为行军总管，率军前去讨伐。杨素首先抓获沈玄侩，击败高智慧，平定汪文进、蔡道人。又率军在括州打败了沈孝彻，由陆路向天台山，直指临海县。王国庆抓住高智慧投降，江南平定。